# Bill's Tomato Game
Bill's Tomato Game is een computerspel dat werd ontwikkeld en uitgegeven door Psygnosis Limited. Het spel werd uitgebracht in 1992 voor de Commodore Amiga. Het spel is vergelijkbaar met The Incredible Machine. Het spel wordt met de muis bestuurd en elk veld bevat een puzzel. Het doel is een tomaat van de linkerkant naar de rechterkant van het speelscherm te brengen.
Het spel zat bijgesloten bij de Heinz tomatenketchup.

## Ontvangst
| Beoordeeld door | Datum         | Score |
| --------------- | ------------- | ----- |
| Amiga Joker     | november 1992 | 82%   |
| Pelit           | januari 1993  | 80%   |
| Power Play      | januari 1993  | 74%   |